# 雲鷹 (空母)
雲鷹（うんよう）は、日本海軍の航空母艦。

## 概要
軍艦雲鷹（うんよう）は日本海軍の航空母艦（空母）。1940年（昭和15年）7月末に竣工した日本郵船所有の新田丸級貨客船2番船八幡丸（やはたまる/やわたまる）を、太平洋戦争直前に日本海軍が徴用および買収、空母に改造した艦艇である。大鷹型航空母艦としても2番艦である。建造費用は政府の優秀船舶建造助成施設の適用を受けており、有事には徴用・改装されることがあらかじめ決められていた。なお大鷹型航空母艦は小型で速力も20-22ノット程しか発揮できず、太平洋戦争中盤までは航空機輸送任務に従事した。
八幡丸は1940年（昭和15年）7月31日に貨客船として竣工後、約一年間、商船として運用された。1941年（昭和16年）11月25日付で特設航空母艦に類別。呉海軍工廠で空母改造に着手し、1942年（昭和17年）5月末に竣工。八幡丸の最初の任務は、第二航空隊の零式艦上戦闘機と九九式艦上爆撃機のラバウル輸送であった。
八幡丸は8月31日付で軍艦籍に編入され、特設空母八幡丸から軍艦（航空母艦）雲鷹となった。大鷹型空母は航空機輸送艦として奔走、雲鷹はトラック島に17回、ラバウル方面2回、東南アジア方面2回の輸送を実施した。
1943年（昭和18年）11月15日に海上護衛総司令部が設立されると、本艦以下大鷹型空母は同部隊に編入される。1944年（昭和19年）1月19日、アメリカ海軍潜水艦ハダックの魚雷攻撃を受けて大破。辛うじて横須賀へ帰投後、8月まで修理を実施した。同年8月24日のヒ73船団護衛が、護衛空母としての初任務になった。日本からシンガポールへの往路は無事だったが、折り返して日本へ向かうヒ74船団を護衛中の9月17日、南シナ海でアメリカ潜水艦バーブの雷撃を受け沈没した。

## 歴史

### 建造前
雲鷹の前身である八幡丸（やはたまる）は、昭和初期に好況を博していた欧州航路の老齢船を置き換える目的で、またドイツの新型貨客船3隻（シャルンホルスト、グナイゼナウ、ポツダム）に対抗しつつ1940年（昭和15年）開催予定の東京オリンピックを見込んで、日本郵船が建造した豪華客船新田丸級三姉妹船の第3船であった。新田丸級三姉妹船（新田丸、八幡丸、春日丸）は、日本郵船を象徴する客船であり、日本郵船株式会社のイニシャル“NYK”に因んでそれぞれNittamaru, Yawatamaru, Kasugamaruと命名されている。建造費用は優秀船舶建造助成施設による補助を受けていた。また3隻とも三菱長崎造船所で建造され、新田丸、八幡丸、春日丸の順番で建造された。新田丸と八幡丸は短期間ながら客船として活動した。春日丸は客船として就役することなく最初から空母として竣工したため、本型は最初に完成した春日丸をネームシップとして春日丸級特設航空母艦と呼称されている。
第二船の八幡丸は、三菱長崎造船所で1938年（昭和13年）12月14日に起工。1939年（昭和14年）10月31日、進水。1940年（昭和15年）7月31日、竣工。すでに第二次世界大戦が勃発していたので、予定されていたヨーロッパ航路に就役できなかった。シアトル航路で一航海ののち、サンフランシスコ航路に就航した。予想される日米の艦隊決戦に際して、大鷹型航空母艦（春日丸級航空母艦）は艦隊用補助空母としての役割を期待されていた。しかし本型は小型で速度も遅く、さらに日本海軍が終戦まで空母用カタパルトを実用化できなかった事は、運用に大きな制約をあたえた。空母用カタパルトを装備した連合国軍の軽空母や護衛空母と比較して、本型の航空機運用能力は非常に見劣りするものとなり、本格的な海戦に投入される事は一度もなかった。 
1941年（昭和16年）6月中旬、中華民国（汪兆銘政権）の汪兆銘（汪精衛）などが大日本帝国を訪問することになり、八幡丸はその「主席船」になった。6月13日、汪以下の高官達は上海港で八幡丸に乗艦し、翌14日に嶋田繁太郎（支那方面艦隊司令長官）などに見送られて日本にむかう。この時の八幡丸の映像が記録されている。6月17日、八幡丸は神戸港に到着した。
11月22日、日本海軍は八幡丸を徴用する。11月25日、特設航空母艦として呉鎮守府所管となった。 同日付で、駒澤克己大佐は、日進艤装員長と八幡丸艤装員長の兼務を命じられた。12月10日、駒澤大佐（日進艤装員長、八幡丸艤装員長）は兼務を解かれる。八幡丸艤装員長は湊慶譲大佐となった。
空母改造着手の時期について、1941年（昭和16年）11月下旬とする資料、1942年（昭和17年）1月とする資料がある。

### 1942年
1942年（昭和17年）5月10日、井上良雄中佐（5月5日まで駆逐艦萩風艦長）は、八幡丸副長に任命される。5月31日、改造完成。連合艦隊付属となる。
空母に改造され春日丸級特設航空母艦となった八幡丸の最初の任務は、1942年（昭和17年）7月末～8月上旬のラバウル向け第二航空隊の航空機輸送任務だった。7月下旬、八幡丸と駆逐艦峯雲（第9駆逐隊）は内海西部から横須賀へ移動する。
7月29日、八幡丸は零式艦上戦闘機 16機と九九式艦上爆撃機 16機を搭載、第7駆逐隊（潮、漣）に護衛されて横須賀を出発する。8月6日、ニューブリテン島ラバウル近海で、八幡丸は敵双発爆撃機（機種不明）から攻撃される。
同6日、二空の零戦15（二号零戦）と艦爆16機はラバウル進出を完了した。ラバウルから来た駆逐艦秋風（第34駆逐隊）は、二空の整備員を収容した。
翌7日、連合軍はウォッチタワー作戦によりフロリダ諸島とガダルカナル島に来襲し、ガダルカナル島の戦いが始まった。八幡丸が輸送した零戦と艦爆は、第五空襲部隊指揮官（第二十五航空戦隊司令官山田定義少将）の下令により、ただちにガ島戦に投入された。
なおラバウルを偵察したB-17は、この海域に日本軍の空母1隻を発見していた。米海軍情報部は「この空母は改装空母で、航空機輸送艦だろう」と推定したが、連合国軍上陸部隊（アメリカ海兵隊）を支援していた第61任務部隊（司令官フランク・J・フレッチャー中将）は違う受け止め方をした。正規空母3隻（サラトガ、エンタープライズ、ワスプ）を擁する第61任務部隊は、日本空母に対する攻撃準備や上空防衛に労力を割いた挙句、上陸部隊と輸送船団に対する掩護を打ち切って撤退した。
ラバウルへの航空機輸送任務を終えた八幡丸は、8月9日ウルシー環礁へ到着、13日から14日、呉へ戻った。
水雷艇鳩の協力を得て、8月末まで九州佐伯沖合で八幡丸は着艦訓練をおこなう。
8月31日、特設航空母艦八幡丸と春日丸は、それぞれ軍艦雲鷹（ウンヨウ）および大鷹（タイヨウ）と改名される。2隻は同31日付で正規の航空母艦となった。雲鷹は呉鎮守府籍となる。湊大佐の役職も、八幡丸艦長から雲鷹艦長になった。
ひきつづき連合艦隊附属。艦容に変化はなく、内地と前線を往復して航空機輸送任務に従事した。
9月初旬、雲鷹と駆逐艦磯波（第19駆逐隊）は呉から横須賀に移動する。9月4日、雲鷹は物資輸送を兼ねて横須賀を出港する。第16駆逐隊の駆逐艦雪風に護衛され、トラック泊地へ向かった。
トラック泊地で、搭載中の陸軍兵や弾薬を第7駆逐隊に移載する予定であった。
9日朝、第34駆逐隊の駆逐艦秋風はトラック泊地北方に潜望鏡を発見し対潜警戒警報を発令、連合艦隊は戦艦大和・陸奥、巡洋艦香取（第六艦隊旗艦）以下トラック在泊艦艇に転錨を命じた。哨戒機と駆逐艦は爆雷を投下する。戦艦・機動部隊・重巡部隊の各隊各艦はただちに停泊地を変更し、宇垣纏連合艦隊参謀長が『最も難物』と心配していた工作艦明石も横抱きした損傷艦3隻を自力航行させたのち移動した。午後3時、トラック泊地に到着した雲鷹も警戒機を発進させたが敵潜を発見できず、結局秋風がトラック泊地へ接近中の雲鷹のマストを潜望鏡と誤認したものであったという。
18日、雲鷹隊（雲鷹、暁、雷）は呉に帰投した。
南東方面での戦闘が激しくなるにつれて航空機の消耗は甚大となり、大鷹型空母は航空機輸送任務に奔走する。だが、航空機輸送任務中の航空母艦は、暗号解読により待ち伏せている米潜水艦に幾度も襲撃された。11月10日、ラバウルに派遣予定の一式戦闘機輸送任務に従事していた雲鷹は、暗号解読により待ち伏せていたアメリカ潜水艦シーウルフ (USS Seawolf, SS-197) に狙われた。雲鷹を翔鶴型航空母艦と誤認したシーウルフは追跡をおこなうが、同艦は機関故障をおこして襲撃を断念、各方面に情報を発信して真珠湾へ帰投した。同海域では潜水艦シール (USS Seal, SS-183) も行動していたが、雲鷹を襲うことはなかった。

### 1943年
1943年（昭和18年）1月28日、雲鷹艦長は湊大佐から相徳一郎大佐に交代。4月14日、相徳大佐は重巡洋艦最上艦長へ転任、後任の雲鷹艦長は関郁乎大佐となる。
5月8日、大和型戦艦大和、第五戦隊（妙高、羽黒）、空母2隻（雲鷹、冲鷹）、駆逐艦複数隻はトラックを出発する。13日、横須賀着（大和は呉）。5月下旬、大鷹型空母2隻（雲鷹、冲鷹）は横須賀～トラック間を往復する。
6月10日、横須賀を出港した空母飛鷹と駆逐艦2隻（有明、夕暮）はアメリカ潜水艦トリガー (USS Trigger, SS-237) に襲撃された。被雷して航行不能となった飛鷹は軽巡五十鈴（第十四戦隊）に曳航されて横須賀へ帰投した。
16日、第三戦隊司令官栗田健男中将の指揮下、戦艦2隻（金剛、榛名）、第七戦隊（熊野、鈴谷）、軽巡五十鈴（第十四戦隊）、空母3隻（龍鳳、雲鷹、冲鷹）、駆逐艦複数隻は横須賀を出発する。
6月20日、暗号解読により待ち伏せていたアメリカ潜水艦スピアーフィッシュ (USS Spearfish, SS-190) が日本軍空母（個艦不明）に対し魚雷4本を発射するが、速力を見誤っていたので命中しなかった。翌21日、日本艦隊はトラックに到着した。空母2隻（雲鷹、冲鷹）等は、一旦横須賀に戻った。
7月上旬、雲鷹はマーシャル諸島への航空機輸送任務に従事する。第二〇一海軍航空隊の零式艦上戦闘機 45機と、第五五二海軍航空隊の九九式艦上爆撃機 27機を搭載する。7月6日、特設巡洋艦愛国丸と共に横須賀を出発した。7月10日、アメリカ潜水艦ハリバット (USS Halibut, SS-232) が愛国丸に魚雷6本を発射する。魚雷1本が命中し、愛国丸は小破した。翌11日、雲鷹隊はトラック泊地に到着した。19日、雲鷹は龍鳳と共にトラック泊地を出発、24日横須賀に到着した。
7月31日、雲鷹は第二水雷戦隊司令官高間完少将（旗艦長良）の指揮下に入り、3隻（長良、雲鷹、曙）で横須賀を出発する。
8月1日、呉からトラックへむかう大和型戦艦武蔵（連合艦隊司令長官古賀峯一司令長官座乗）と護衛部隊に合流する。
4日、暗号解読により待ち伏せていたアメリカ潜水艦スティールヘッド (USS Steelhead, SS-280) に発見された。翌日未明、スティールヘッドは雲鷹に対し魚雷6本、戦艦に対し魚雷4本を発射したが、早爆に終わった。トラック泊地の九七式艦上攻撃機（対潜哨戒機、レーダー未搭載）は夜間のため基地で休息しており、敵潜の雷撃を防ぐことができなかった。5日、艦隊はトラックに到着した。雲鷹と曙は連合艦隊附属となる。雲鷹は重巡鳥海および野分と白露と行動を共にし、一旦内地へ戻った。
8月18日付で井上良雄大佐（雲鷹副長）は第9駆逐隊司令へ転任する。後任の雲鷹副長は志柿謙吉中佐。引き続き航空機輸送任務に従事する。
10月上旬、マーシャル諸島やギルバート諸島へ配備される日本陸軍の輸送作戦が実施されることになり、雲鷹は輸送部隊指揮官木村進第十一水雷戦隊司令官の指揮下に入った。同月13-14日、空母2隻（隼鷹、雲鷹）と駆逐艦2隻（玉波、曙）は内海西部を出発する。19日、隼鷹隊はトラック泊地に到着した。雲鷹は帰路も第十一水雷戦隊に同行することになった。21日付で志柿謙吉中佐（雲鷹副長）は、空母飛鷹副長を命じられる。
10月31日、第十一水雷戦隊司令官指揮下、戦艦山城、航空戦艦伊勢、空母2隻（隼鷹、雲鷹）、重巡洋艦利根、軽巡洋艦龍田、駆逐艦4隻はトラック泊地を出発した。
11月5日午前5時、暗号解読により豊後水道近海で待ち伏せていたアメリカ潜水艦ハリバット (USS Halibut, SS-232) は、日本輸送艦隊を襲撃した。午前5時35分、ハリバットが発射した魚雷1本が隼鷹の艦尾に命中する。隼鷹は利根に曳航されて日本本土に向かった。
1943年（昭和18年）11月上旬のろ号作戦（ブーゲンビル島沖航空戦）で、第一航空戦隊の母艦航空隊は大幅に消耗した。航空機補充のため、瑞鳳がトラック泊地より横須賀に帰投した。11月16日、空母3隻（瑞鳳、冲鷹、雲鷹）は駆逐艦4隻に護衛されて横須賀を出発、21日トラック泊地に到着した。
11月30日、瑞鳳艦長が指揮する内地回航部隊　空母3隻（瑞鳳、雲鷹、冲鷹）、重巡洋艦摩耶、第7駆逐隊、浦風（第17駆逐隊）はトラック泊地を出発した。暗号を解読したアメリカ軍は、複数の潜水艦に輸送船団の襲撃を命じた。12月4日、冲鷹がアメリカ潜水艦セイルフィッシュ(USS Sailfish, SS-192) の雷撃で沈没した。曙等に護衛された空母2隻（瑞鳳、雲鷹）は、横須賀に帰投した。
12月15日、海上護衛総司令部麾下に第九〇一海軍航空隊が編制された。同15日付で空母3隻（雲鷹、海鷹、大鷹）は海上護衛総司令部部隊に編入、12月20日には空母神鷹（ドイツ客船シャルンホルスト改造空母）も編入された。だが雲鷹は連合艦隊の麾下にあって輸送任務に従事しており、この時点で海上護衛部隊として行動する機会はなかった。

### 1944年

#### 航空機輸送
1944年（昭和19年）1月4日、瑞鳳と雲鷹は第6駆逐隊（雷、電）に護衛されて横須賀を出発、9日トラック泊地に到着した。空母2隻は零式水上偵察機4機、零式観測機8機、二式水上戦闘機6機、天山艦上攻撃機7機、合計25機を輸送した。この後、雲鷹は第二水雷戦隊司令官早川幹夫少将の指揮下に入る。
軽巡洋艦（二水戦旗艦）能代、空母2隻（瑞鳳、雲鷹）、駆逐艦3隻（早波、若葉、初霜）という編成で1月18日にトラック泊地を出発、先行隊（五十鈴、初春）を追って横須賀へ向かう。日本空母出撃の情報を得たアメリカ海軍は、サイパン島東方で行動中の潜水艦3隻（ハリバット、タリビー、ハダック）に迎撃を命じた。
1月19日10時37分、雲鷹は米潜ハダック (USS Haddock, SS-231) の雷撃を受けた。ハダックは魚雷6本を発射し、艦長は翔鶴型航空母艦を撃破したと報告した。被雷位置北緯12度52分 東経146度26分 / 北緯12.867度 東経146.433度。雲鷹には魚雷3本が命中、特に艦首・艦前部の損傷により速力は4ノットに低下（機関部には異常なし）、瑞鳳隊は先行して横須賀へ帰投する。本艦は3隻（能代、早波、初霜）に護衛されてサイパンへ避退する（1月20日到着）。同地で、雲鷹は能代に繋留された。同日、工作艦明石の工員と排水ポンプを乗せた駆逐艦海風（第24駆逐隊）がサイパンに到着する。また損傷状況調査のため連合艦隊司令部付の塩山策一技術大佐もサイパンへ派遣され、対応を協議している。21日、二水戦（能代、早波）は海風と哨戒護衛任務を交代し、横須賀へ向かった。22日朝、駆逐艦皐月（第22駆逐隊）がサイパンに到着した。
1月24日、連合艦隊は、駆逐艦海風、潮、曙、皐月を雲鷹の警戒に任じ、駆逐艦初霜のトラック帰投を発令する。だが24駆司令の要請により海風と初霜を入れ替えることになった。25日、潜水艦ハリバットが泊地に侵入して雲鷹を雷撃しようとしたが、警戒が厳しく皐月にも攻撃されたため諦めて去った。26日、第7駆逐隊（潮、曙）がサイパンに到着、雲鷹に合同した。27日、雲鷹隊はサイパンを出発した。
一方、瑞鳳隊は横須賀へ帰投したのち、空母2隻（瑞鳳、千代田）、重巡洋艦高雄、駆逐艦3隻（初春、若葉、玉波）という戦力で、1月29日に横須賀を出港した。すると連合艦隊より重巡高雄に対し雲鷹救援命令が発せられ、高雄と玉波は瑞鳳隊から分離する。2月1日午前11時、高雄と玉波は、サイパンより内地へむかう雲鷹隊（雲鷹、潮、曙、初霜、皐月）と合同した。玉波は瑞鳳隊の護衛に戻った。雲鷹隊はアメリカ潜水艦ガジョンとソーリーに狙われて幾度も雷撃された。2日、初霜は雲鷹の警戒中、潜水艦と会敵し、爆雷攻撃を実施する。これに悪天候も加わって、高雄による雲鷹曳航の試みは全て失敗した。幾度も襲撃を行うアメリカ潜水艦に対し、高雄は戦闘詳報の中で「敵潜ハ盲目蛇ニ怖ジザル呆氣者カ或ハ人ヲ舐メテ懸ッタ勇敢ナル者カ」と前置きし、「おそらく後者であろう」と推測している。雲鷹は前進することさえできず、ほとんど漂流状態であった。このような状況下、敷設艇猿島や駆逐艦白雲等の支援艦艇が漸次雲鷹隊に合流するが、当初の護衛部隊は燃料不足に陥り、また爆雷や食料品・燃料補給のため、次々に横須賀へ回航される。5日、白雲は北方部隊（第五艦隊）の命令により大湊へ回航された。6日、高雄も燃料不足になり、先行していた初霜と合流して横須賀へ戻った。夕雲型駆逐艦の沖波と岸波が雲鷹護衛を引き継ぎ、横須賀からも第7駆逐隊（潮、曙）が再出撃する。横須賀で補給を終えた高雄と初霜は、横須賀工廠の救難部隊をのせて7日早朝に雲鷹隊と合同する。同日夜、雲鷹と高雄以下の護衛部隊は東京湾に到着した。
高雄は雲鷹護衛時の経験から、大型囮艦（損傷艦に偽装）・精鋭護衛艦・利根型重巡洋艦の連繋により「潜水艦狩り」を行ってはどうかと提言している。

#### 船団護衛
1944年（昭和19年）2月1日、日本海軍は護衛空母の飛行機隊の訓練・整備を担当する部隊として、第九三一海軍航空隊（司令大塚秀治中佐）を編成する。その後、雲鷹は横須賀で修理を受けるが、その際に新型機用に着艦装置が更新されている。3月1日、平塚四郎大佐は、雲鷹艦長に任命される。7月1日、大鷹艦長は平塚大佐から木村行蔵大佐に交代した。
8月中旬、雲鷹は横須賀を出港し、呉に移動することになった。横須賀方面海軍諸学校練習艦任務をとかれた扶桑型戦艦山城も雲鷹に同行し、第21駆逐隊（若葉、初春）が護衛する。
8月12日、山城艦長篠田勝清大佐指揮下の4隻（山城、雲鷹、若葉、初春）は横須賀を出発、13日桂島泊地に到着した。14日、第21駆逐隊と第18駆逐隊は呉に移動した。
8月15日、雲鷹は第一海上護衛部隊に編入される。搭載機は第九三一海軍航空隊の九七式艦上攻撃機10機を主力とする。ほかに九三式中間練習機（通称赤トンボ）6機を搭載。雲鷹搭載機のうち、一部は三式一号磁気探知機を装備していたとみられる。
8月24日-25日、雲鷹は練習巡洋艦香椎（旗艦）、海防艦千振など護衛艦艇5隻、補給艦伊良湖以下加入船舶14隻のヒ73船団（指揮官吉富説三少将/第五護衛船団司令官）に同行し、船団護衛任務に従事する。ヒ73船団護衛が、雲鷹の護衛空母としての初任務となった。8月31日（もしくは9月1日）、雲鷹搭載機と海防艦がアメリカ潜水艦タニー (USS Tunny, SS-282) を攻撃して損害を与えた可能性がある。9月5日、ヒ73船団部隊はシンガポールに到着した。
9月11日、雲鷹はヒ74船団を護衛してシンガポールを出発し、台湾にむかった。ヒ74船団部隊は、第一護衛隊（巡洋艦香椎、海防艦〈13号、19号、21号、27号〉）、第二護衛隊（雲鷹、千振）、船団部隊（播磨丸、御室山丸、八紘丸、吾羽山丸、あづさ丸）という編成である。16日、ルソン島方面にはアメリカ潜水艦バーブとクイーンフィッシュが行動しており、アメリカ軍機動部隊艦載機の不時着救助任務に従事していた。雲鷹側では台湾の高雄市への入港を目前に控え、その準備に追われていたという。夜、旗艦香椎より敵潜発見の信号があり警戒するが、その時点での襲撃はなかった。
9月17日日付変更直後、ヒ74船団部隊をアメリカ潜水艦バーブ (USS Barb, SS-220)が襲撃した。まず雲鷹の右舷やや後方を航行していた あづさ丸が被雷して炎上し、沈没。雲鷹は あづさ丸の炎上を確認して取り舵をとった。そこへバーブが艦尾発射管より発射した魚雷が右舷後方からせまり、魚雷2本（艦中央部、艦後部）が雲鷹に命中した。機関科当直員の大部分は戦死、電源も断たれたが火災は起きなかった。艦橋傍の作戦室にガソリン式発電機をもちこんで通信機能は一部回復したが、艦橋要員達は発電機の悪臭に苦労したという。4時30分には防水作業が一段落し、艦長は警戒員を残し作業を中止させた。だが被雷した艦後部や格納庫に打ち付ける波により浸水が増加、艦尾の沈下が止まらなくなる。7時30分に沈没は確定的となり、7時45分御真影をカッターボートへ移動し、7時52分軍艦旗降下。3分後の7時55分、雲鷹は沈没した。生存者は千振か、第27号海防艦に救助された。記録では、生存者約760名。雲鷹の乗組員約750名、便乗者約1000名のうち、推定合計約900名が戦死した。雲鷹艦長や副長は沈没時に脱出したが、雲鷹艦長は行方不明となった。雲鷹戦闘詳報による沈没位置北緯19度8分 東経116度33分 / 北緯19.133度 東経116.550度。海上護衛隊による沈没地点記録北緯19度04分 東経116度36分 / 北緯19.067度 東経116.600度もしくは北緯19度15分 東経116度33分 / 北緯19.250度 東経116.550度。アメリカ軍記録北緯19度18分 東経116度26分 / 北緯19.300度 東経116.433度。
戦闘詳報では、「海防艦を増備し敵潜水艦を制圧する『掃蕩隊』の新設」「航空機による前路哨戒は是非とも必要であるため、各航路の航空基地を増備強化して勢力の増大を計り、護衛空母は廃止するを認む」「護衛艦の増加が無理だとしても、空母が船団と同速力にて運動するのは最も不可である」「高速力を持って船団の後方をバリカン運動を行いながら続航する必要がある」といった提言を残している。
11月10日、軍艦雲鷹は大鷹型航空母艦、帝国軍艦籍より除籍された。

## 年表
- 1938年（昭和13年）12月14日 - 三菱重工業長崎造船所で起工される。
- 1939年（昭和14年）10月31日 - 進水。
- 1940年（昭和15年）7月31日 - 客船八幡丸として竣工。
- 1941年（昭和16年）
  - 11月5日 - 徴用決定。
  - 11月25日 - 春日丸級特設航空母艦八幡丸として呉鎮守府所管[2]。
- 1942年（昭和17年）
  - 1月21日 - 呉海軍工廠にて改装工事開始。
  - 5月31日 - 特設航空母艦八幡丸として竣工[64]。7月下旬、呉から横須賀へ移動する[72]。
  - 7月29日 - 第7駆逐隊と横須賀発[64]。8月6日、第二航空隊の零戦15と艦爆16をラバウルに輸送[34]。8月9日ウルシー環礁着[259]。8月13日、内地帰投[259]。8月下旬まで、九州佐伯沖合で訓練を実施[87]。
  - 8月31日 -八幡丸を雲鷹に改名、帝国軍艦籍に加入[64]。呉鎮守府籍[88]。これ以降、南方方面への航空機輸送任務に就く。
  - 9月4日 - 横須賀発[64]。7日サイパン着、9日トラック泊地経由、ビスマルク諸島へ飛行機輸送任務[64]。18日、呉到着[64]。
  - 9月25日 - 呉発[260][261]。10月1日、旗風等と共にトラック着[262]。10月9日、横須賀着[64]。
  - 10月11日 - 横須賀発[64]。16日トラック着[263]。
  - 10月28日 - 横須賀発[64]。2日トラック着[264]。
  - 11月3日 - トラック発[64]。8日パラオ着[265]。11日パラオ発、13日ダバオ着[265]。
  - 11月13日 - ダバオ発、14日パラオ着[265]。15日パラオ発、21日トラック着[265]。
  - 11月24日 - トラック発[64]。12月2日スラバヤ着[265]。第十二飛行団隷下飛行第十一戦隊の一式戦闘機輸送任務[109]。
  - 12月5日 - スラバヤ発、6日バリクパパン着、7日バリクパパン発、13日トラック着[265]。一式戦 60機は、トラック泊地からラバウルまで自力で移動[266]。
  - 12月17日 - トラック発、24日スラバヤ着[265]。第十二飛行団隷下の飛行第一戦隊輸送任務[266]。
  - 12月26日 - スラバヤ発。28日バリクパパン着、29日バリクパパン発、翌年1月3日トラック着[265]。一式戦 33機は、1月9日ラバウル着[266]。
- 1943年（昭和18年）
  - 1月5日 -トラック発。1月10日横須賀着[265]。
  - 2月1日  -大鷹と横須賀発。2月7日トラック着[265]。
  - 2月11日 -大鷹とトラック発、2月17日横須賀着[265][105]。
  - 2月24日  -大鷹と横須賀発、3月2日トラック着[119]。
  - 3月6日  -大鷹とトラック発、3月12日横須賀着[119]。
  - 3月20日  - 横須賀発。3月25日トラック着[119]。
  - 4月5日 - トラック発。4月10日横須賀着[119]。
  - 4月25日 -冲鷹・軽巡那珂・駆逐艦（時雨、有明、長波）と横須賀発[267]、4月30日トラック着[124]。
  - 5月8日 -雲鷹と冲鷹は戦艦大和や他部隊と共にトラック発、5月13日横須賀着[268]。大和は呉へ帰投した[268]。
  - 5月24日 -冲鷹、筑紫、鹿島、海風、潮と横須賀発[269]。5月29日トラック着[119][270]。
  - 6月5日 -冲鷹とトラック発、6月9日横須賀着[119]。
  - 6月16日 - 戦艦2隻（金剛、榛名）[126]、重巡2隻（熊野、鈴谷）[127]、空母3隻（龍鳳、冲鷹、雲鷹）、軽巡五十鈴[123]、駆逐艦複数隻という戦力で横須賀発[129]。21日トラック着[125]。
  - 6月28日 - トラック発、7月2日横須賀着[119]。
  - 7月6日 -  横須賀発、7月11日トラック着[119]。
  - 7月19日 -トラック発、7月24日横須賀着[119]。
  - 7月31日 -雲鷹・第7駆逐隊・漣は主隊に編入される[271]。
  - 8月1日 - 軽巡長良・駆逐艦曙と横須賀発後、呉発の戦艦武蔵（連合艦隊旗艦、古賀峯一司令長官座乗）・第五戦隊（妙高、羽黒）、駆逐艦（野分[139]、白露、初風）等と合流[141]。8月5日トラック着[119]。同日附で雲鷹、曙は連合艦隊附属[141]。
  - 8月12日 - 重巡2隻（熊野、鳥海）[注釈 35]、雲鷹、駆逐艦（野分、白露）はトラック発[143][275]。8月16日、横須賀着[276]。
  - 8月27日 - 補給艦伊良湖、駆逐艦野分、白露と横須賀発[277]。9月2日トラック着[143][278]。（以後も輸送任務に従事）
  - 10月14日 -　丁三号輸送部隊として内地出港。
  - 10月31日 - 戦艦伊勢、山城、空母隼鷹、雲鷹、重巡利根、軽巡龍田、駆逐艦4隻、トラック発。11月6日、米潜水艦ハリバットの雷撃で隼鷹が航行不能となる。
  - 11月16日 - 瑞鳳、冲鷹等と横須賀発、11月21日トラック着[279]。
  - 11月30日 - 瑞鳳、冲鷹・重巡摩耶・駆逐艦（曙、漣、浦風)とトラック発[280]、12月4日、冲鷹が米潜水艦セイルフィッシュの雷撃で撃沈される[281]。12月4-5日横須賀着。
- 1944年（昭和19年）
  - 1月4日 - 瑞鳳と横須賀発、9日トラック着[280]。
  - 1月18日 - 瑞鳳・第二水雷戦隊とトラック発[280]。
  - 1月19日 - サイパン島近海で米潜水艦ハダックの雷撃により魚雷二本が命中する。雲鷹、能代、初霜、早波は20日サイパンに到着[282]。駆逐艦複数隻に護衛されサイパン発。
  - 2月8日 - 高雄に曳航され横須賀に帰投後ドック入り[280]。船体の修理及び高角機銃の増備を行う。
  - 8月12日 - 修理完了。横須賀出港、戦艦山城と第21駆逐隊と共に呉へ回航[218]、13日桂島泊地着[217]。
  - 8月24日 - ヒ73船団を護衛して六連泊地発。
  - 9月17日 - ヒ74船団の護衛任務中、米潜バーブの雷撃に遭う[226]。魚雷二本が命中、被雷から約7時間20分後に沈没した[251]。
  - 11月10日 - 除籍。

## 艦長
艤装員長
1. （兼）駒沢克己 大佐：1941年11月25日[62] - 1941年12月10日[63]
2. 湊慶譲 大佐：1941年12月10日[63] - 1942年5月31日[283]

艦長
1. 湊慶譲 大佐：1942年5月31日 – 1943年1月28日[111]
2. 相徳一郎 大佐：1943年1月28日[111] - 1943年4月14日[112]
3. 関郁乎 大佐：1943年4月14日[112] – 1944年3月1日[212]
4. 平塚四郎 大佐：1944年3月1日[212] - 1944年7月1日[213]
5. 木村行蔵 大佐：1944年7月1日[213] - 9月17日戦死（少将に進級）[284]

## 同型艦
- 大鷹
- 冲鷹
- 神鷹（ドイツ貨客船シャルンホルスト）
- 海鷹（大阪商船のあるぜんちな丸）